# Хоммес, Карс
Карс Х. Хоммес (нидерл. Cars H.Hommes; родился 10 апреля 1960 года, Влагтведде, провинция Гронинген, Нидерланды) — голландский экономист, профессор экономики Амстердамского университета.

## Биография
Хоммес родился 10 апреля 1960 года в Влагтведде, провинция Гронинген, Нидерланды.
Степень магистра наук по математике получил в университете Гронингена в 1985 году, а в 1991 году был удостоен докторской степени в университете Гронингена за защиту диссертации на тему «Хаотичная динамика в экономических моделях».
Преподавательскую деятельность Хоммес начал в качестве лектора на кафедре экономики университета Гронингена в 1985—1987 годах, затем как ассистент профессора по экономике университета Гронингена в 1991—1992 годах, продолжил в качестве ассистента профессора по экономике в Амстердамском университете, а с 1999 года является полным профессором экономической динамики в Амстердамском университете и директором Центра нелинейной динамики по экономике и финансам с 1998 года. В 2004—2007 годах был директором бакалавриата и магистратуры по эконометрике, а в 2007—2012 годах заведующим кафедры количественной экономики в Амстердамском университете.
К. Хоммес являлся научным сотрудником NAKE в 1996—2010 годах, помощником редактора в 1999—2002 годах, а в 2002—2012 года редактором Journal of Economic Dynamics and Control, помощником редактора Journal of Economic Behavior and Organization в 2004—2012 годах и журнала «Journal of Nonlinear Science» в 1999—2013 годах, помощником редактора «Quantitative Finance» в 2000—2004 годах.
К. Хоммес является членом эконометрического общества, Американской экономической ассоциации, Американской финансовой ассоциации, «Общества вычислительной экономики», Европейского математического общества, Общества экономической динамики и контроля, Королевского голландского математического общества, Общества экономических наук неоднородных взаимодействующих агентов, научным сотрудником института Тинбергена с 1992 года, помощником редактора Macroeconomic Dynamics с 1997 года, журнала «Computational Economics» с 1998 года, журнала «Journal of Economic Interaction and Coordination» с 2006 года и журнала «Complexity Economics» с 2012 года.

## Награды
За свои достижения в области экономики был удостоен рядом наград:
- 1994, 1995, 1997 — почётный член кафедры экономики Висконсинского университета в Мадисоне,
- 2009 — почётная степень «ere-promotor» Уильяма Брока от Амстердамского университета,
- 2014—2015 — почётный Лоренц сотрудник Нидерландского института перспективных исследований[англ.],
- 2014 — почётный редактор журнала «Review of Behavioral Economics»,
- 2014—2016 — президент «Общества вычислительной экономики».